# Großsteingräber bei Wrzosowo
Die Großsteingräber bei Wrzosowo (auch Großsteingräber bei Fritzow genannt) waren zwei megalithische Grabanlagen der jungsteinzeitlichen Trichterbecherkultur bei Wrzosowo (deutsch Fritzow), einem Ortsteil von Kamień Pomorski (deutsch Cammin in Pommern) in der Woiwodschaft Westpommern in Polen. Sie wurden im 19. Jahrhundert zerstört. Die genaue Lage der Gräber ist nicht überliefert. Zum Aussehen der Anlagen ist lediglich bekannt, dass beide ein nord-südlich orientiertes, vermutlich rechteckiges Hünenbett besaßen.